# Wolfgang Büttner (General)
Wolfgang Büttner (* 2. August 1931 in Schleiz-Oschitz) ist ein ehemaliger deutscher Offizier. Er war Generalmajor und Chef der Fliegerkräfte des Kommandos der Landstreitkräfte der Nationalen Volksarmee (NVA) der DDR.

## Leben
Der Sohn eines Tischlers und Bildhauers absolvierte nach dem Besuch der Volksschule von 1946 bis 1949 eine Lehre als Buchbinder. Am 28. August 1949 wurde er Kursant der Deutschen Volkspolizei. 1949/50 diente er in den VP-Dienststellen Brandenburg, Löbau und Apolda. Von 1950 bis 1952 besuchte er die VP-Offiziersschule Naumburg und 1952 bis 1953 einen Sonderlehrgang in der UdSSR. Anschließend war er von 1953 bis 1954 Flugzeugführer in der KVP-Dienststelle Bautzen II und von 1955 bis 1959 erst stellvertretender, dann Staffelkommandeur im Fliegergeschwader 9.
Im Gründungsjahr der NVA 1956 wurde Büttner Mitglied der SED. Von 1959 bis 1961 war er stellvertretender Kommandeur für Fliegerausbildung und von Dezember 1961 bis August 1968 als Major Kommandeur des Jagdfliegergeschwaders 8 der NVA. Nach dem Studium an der Militärakademie Friedrich Engels von 1968 bis 1970, das er als Diplom-Militärwissenschaftler abschloss, war er bis 1973 im Rang eines Oberstleutnants Kommandeur des Jagdfliegergeschwaders 2. Büttner wurde 1973 stellvertretender Kommandeur für Jagdfliegerkräfte der 3. Luftverteidigungsdivision, 1976 Stellvertreter, dann bis 1981 Leiter der Abteilung Fliegerkräfte des Kommandos LaSK. Von Dezember 1981 bis August 1983 fungierte er als Divisionskommandeur des   Führungsorgans der Front- und Armeefliegerkräfte  und von 1983 bis September 1990 als Chef der Fliegerkräfte des Kommandos LaSK.
Am 27. Februar 1984 wurde er von Erich Honecker, zum Generalmajor ernannt. Büttner wurde am 30. September 1990 aus der NVA entlassen.

## Auszeichnungen
- 1975 Ehrentitel Verdienter Militärflieger der Deutschen Demokratischen Republik[2]
- 1985 Vaterländischer Verdienstorden in Bronze[3]
- Kampforden „Für Verdienste um Volk und Vaterland“ in Gold